# 埃兰·赫肯拉特
埃兰·赫肯拉特（德語：Erland Herkenrath，1912年9月24日—2003年7月17日），瑞士男子手球运动员。他曾代表瑞士参加1936年夏季奥林匹克运动会手球比赛，获得一枚铜牌，他在所有五场比赛中均有上场。